# Friesack

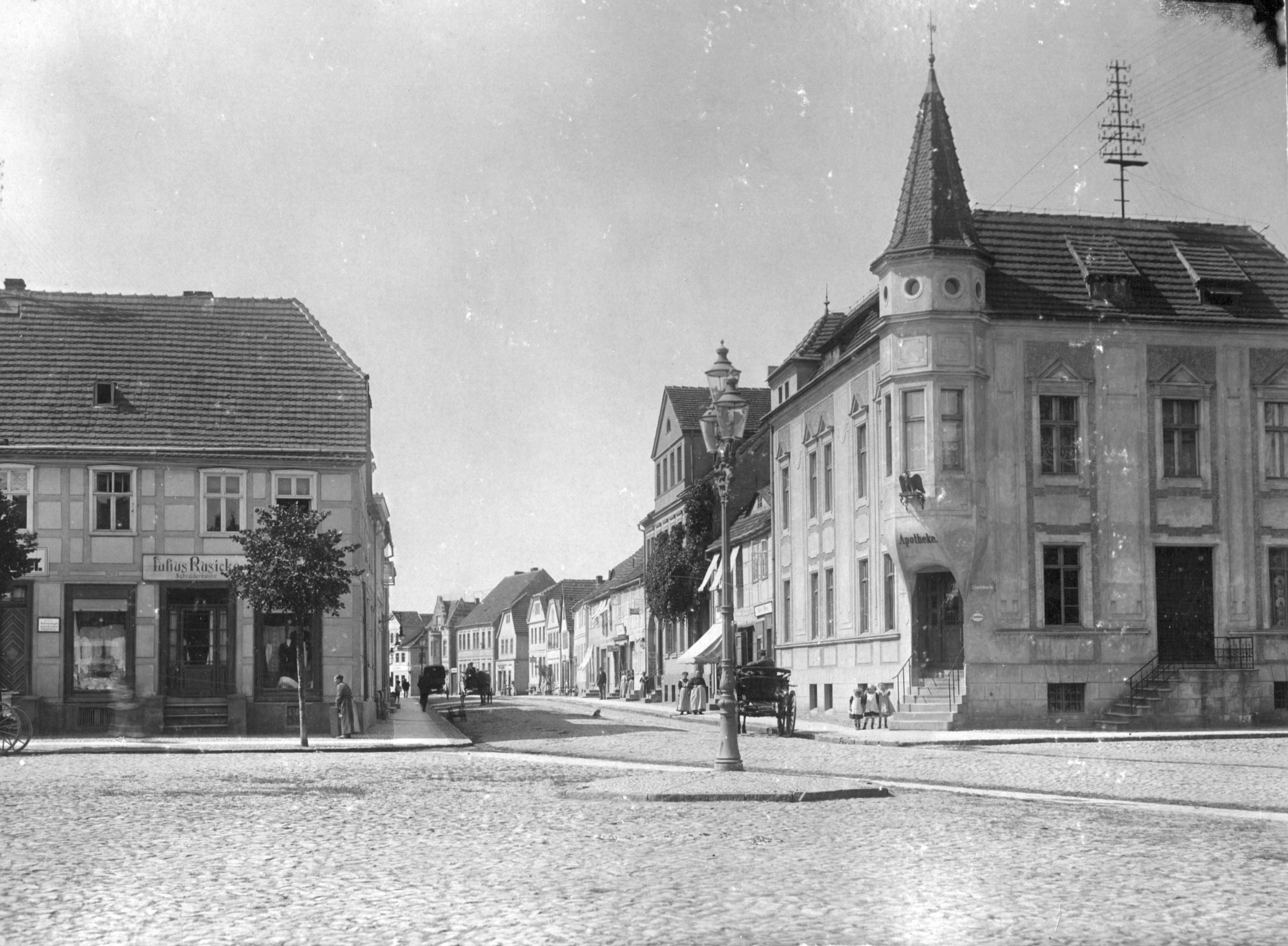
Blick vom Marktplatz in die Berliner Straße, rechts die Apotheke, ca. 1910

Friesack ist eine amtsangehörige Stadt im Landkreis Havelland im Land Brandenburg. Sie wird vom Amt Friesack verwaltet.

## Geographie
Friesack liegt am Alten Rhin zwischen dem Rhinkanal und dem havelländischen Hauptkanal, etwa 60 Kilometer westnordwestlich von Berlin. Die Stadt liegt zwischen den Städten Rathenow, Nauen, Kyritz und Neuruppin. Das Stadtgebiet hat Anteil am Wald Zootzen. Die Umgebung ist, abgesehen von der Felderwirtschaft, wasserreich, sumpfig und waldreich.

## Stadtgliederung
Ortsteile der Stadt sind
- Wutzetz
- Zootzen

Als Wohnplätze sind ausgewiesen: Am Bahnhof, Am Rhinkanal, Am Schafstall, Briesen, Briesener Zootzen, Damm, Fliederhorst, Friesacker Zootzen, Karolinenhof, Klessener Zootzen und Wutzetzer Mühle.
Die vorher selbstständigen Gemeinden Wutzetz und Zootzen sind seit dem 31. Dezember 2002 Ortsteile der Stadt Friesack.

## Geschichte
Erstmals erwähnt wurde der Ort 1216 in der Form Vrisac. Der Name ist slawischer Herkunft und bedeutet „Ort, an dem Heidekraut wächst“.

### Urgeschichte

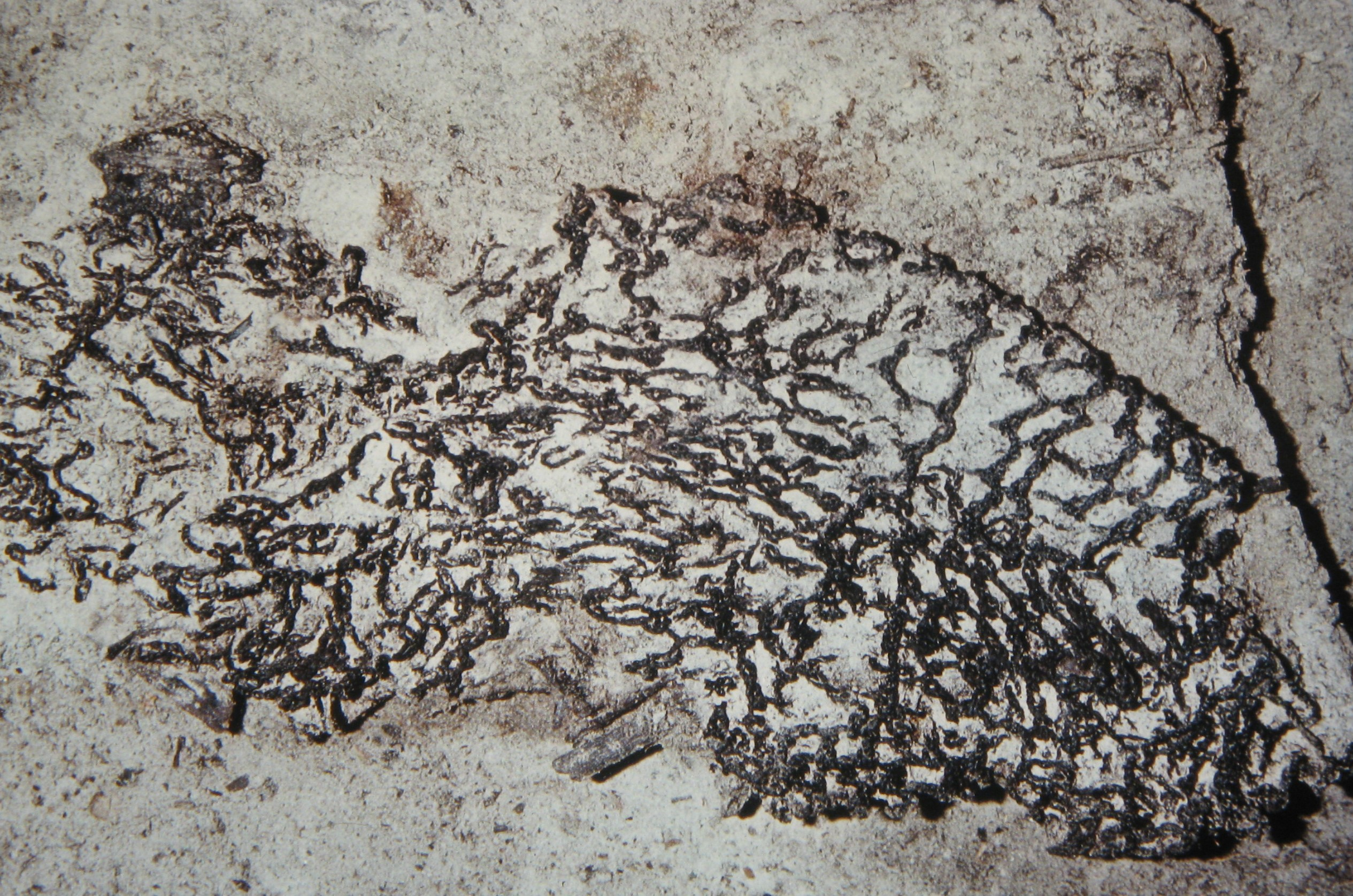
Netzfragment aus Weidenbastgarn, um 8000 v. Chr.

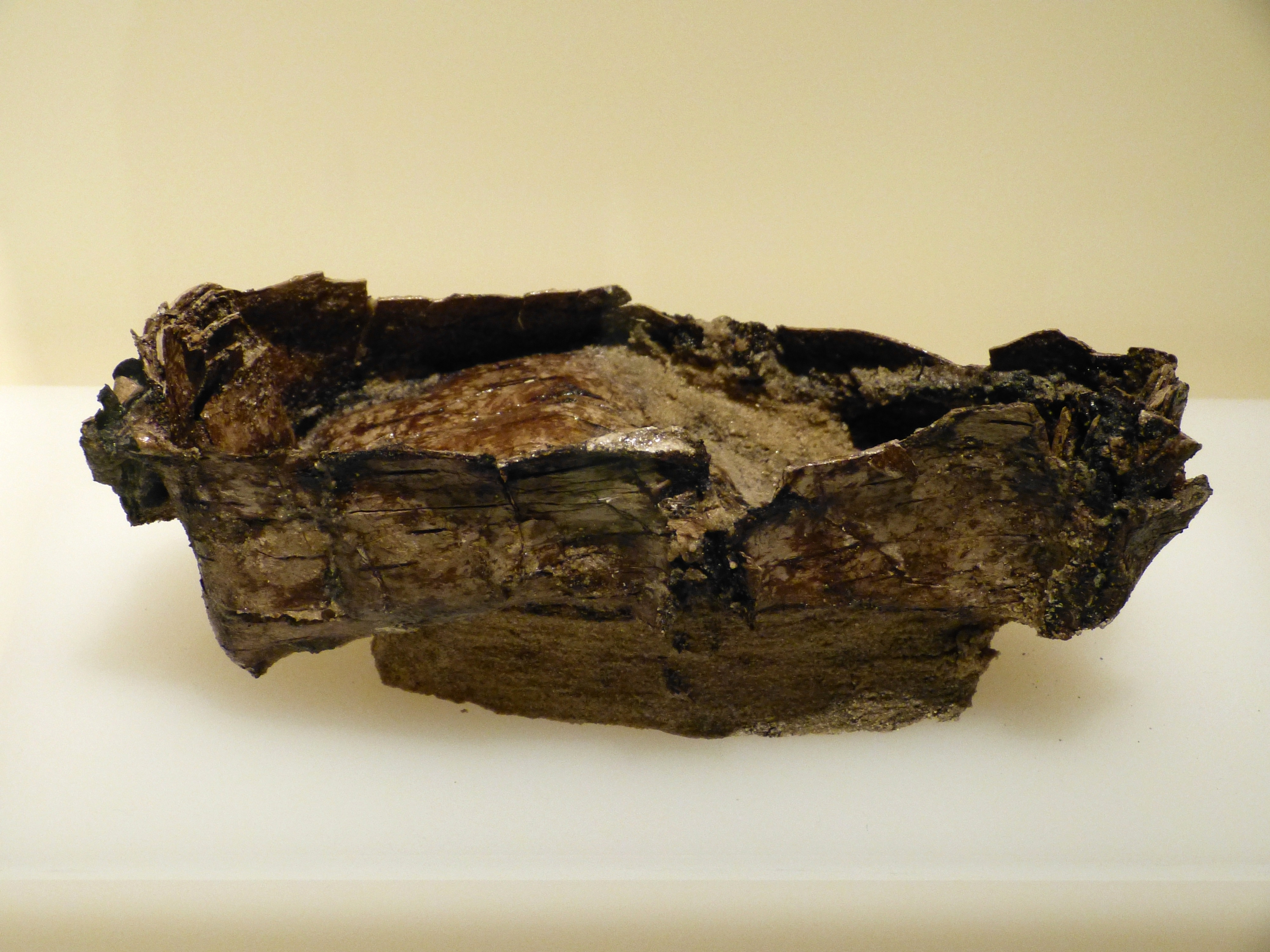
Schachtel aus Birkenrinde, um 8000 v. Chr., Archäologisches Landesmuseum Brandenburg. Das 16 cm lange Gefäß diente wohl zum Wasserschöpfen.

Das Gebiet des heutigen Friesack weist jedoch eine sehr viel weiter zurückreichende Geschichte auf. Das Niederungsgebiet Unteres Rhinluch, das zum Berliner Urstromtal gehört, und an dessen Südrand Friesack liegt, war nämlich bereits in der älteren Nacheiszeit ein von Jäger-Fischer-Sammler-Gruppen genutzter Raum. Zahlreiche archäologische Stätten bezeugen hierin eine lange Kontinuität. Als bedeutendster Fundplatz des Mesolithikums gilt der Moorfundplatz Friesack westlich der Stadt. Dieser erweist eine vorbäuerliche Siedlungskontinuität von 9200 bis 5500 v. Chr. auf. Mit diesen Funden liegt der bis dato umfassendste, beinahe vier Jahrtausende repräsentierende Quellenbestand für Nordeuropa vor.
Diese Gruppen waren zudem nicht die letzten Jäger und Sammler, die im Gebiet um Friesack lebten. Die Friesack-Boberger Gruppe / Kultur (um 4600–4000/3800 v. Chr.) setzte die bis dahin vorherrschende Lebensweise weitgehend fort, übernahm oder entwickelte allerdings die Technik der Keramikherstellung, die ansonsten überwiegend bäuerliche Kulturen kennzeichnet.

### Sage

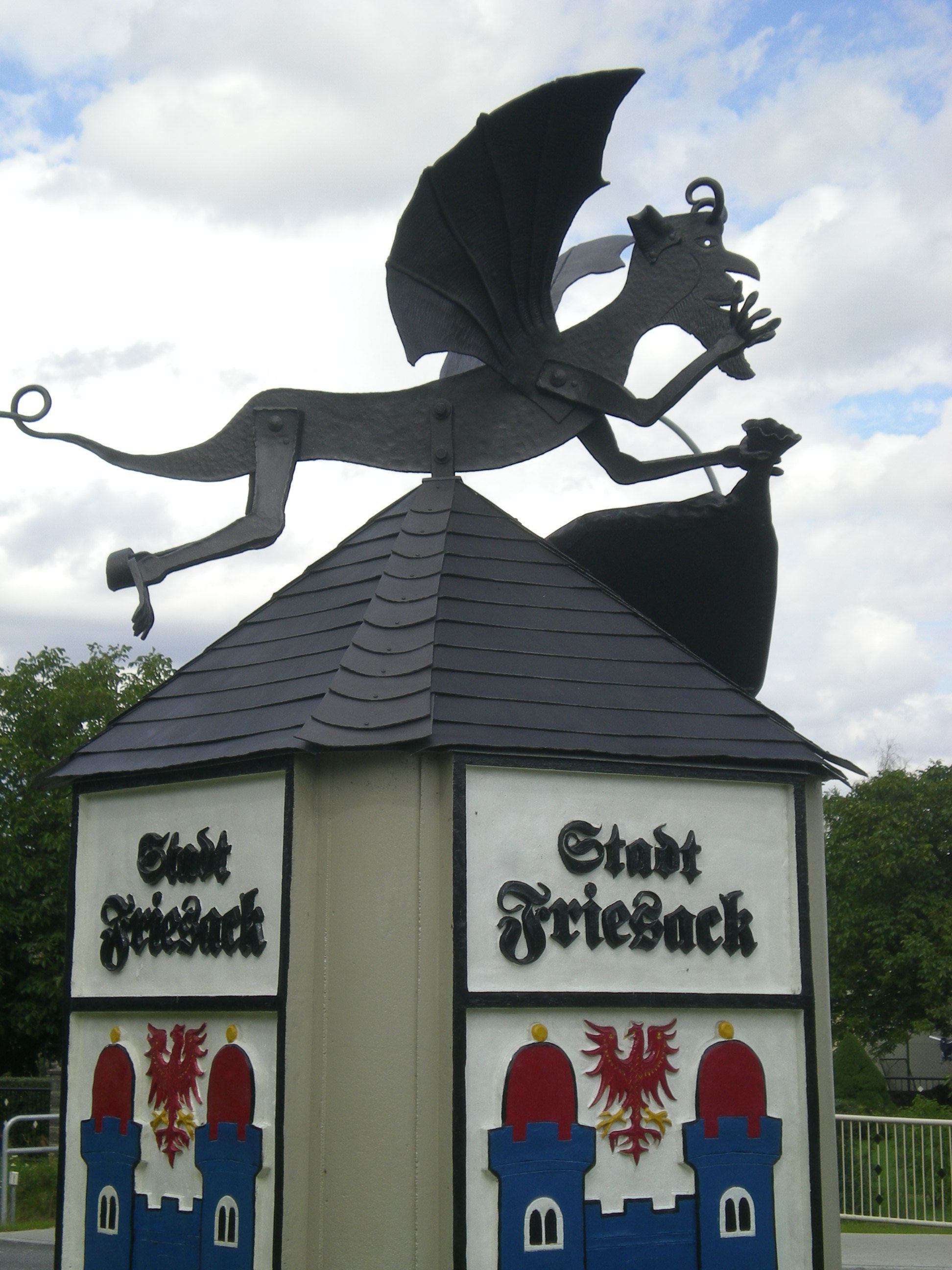
Stadtsymbol zur Sage: Der Teufel mit dem Frie-Sack voller Bredows – Wegmarke an der B5

„Der Teufel hat einmal Musterung auf der Erde gehalten und alle die Edelleute, die nicht mehr gut thun wollten, in einen großen Sack gesteckt, den auf den Rücken gethan und ist lustig damit zur Hölle geflogen. Wie er nun über der Stadt Friesack ist, so streift der Sack etwas hart an der Spitze des Kirchthurms, sodass ein Loch hineinreißt und eine ganze Gesellschaft von Edelleuten, wohl ein Viertheil der Bewohner des Sacks, ohne daß der Teufel es gemerkt hätte, herausfallen. Das sind aber die Herren von Bredow gewesen, die nun nicht wenig froh waren, den Krallen des Teufels für diesmal entkommen zu sein. Zum Andenken nannten sie nun die Stadt, wo der Sack das Loch bekommen und sie befreit hatte, Frie-Sack, und von hier haben sie sich dann über das ganze Havelland verbreitet, wo bekanntlich eine große Menge von Rittergütern in ihrem Besitz sind. Die Namen derselben haben sie ihnen ebenfalls gegeben, und zwar meist nach der Richtung des Weges, den sie nahmen; der älteste der Brüder nämlich, der in Friesack blieb, sagte zum zweiten: ‚gå beß (besser) hin‘, da nannte der den Ort, wo er sich niederließ, Beßhin, woraus nachher Peßin wurde; ein dritter ging von Friesack, das am Rande des mächtigen havelländischen Luchs liegt, Land einwärts, darum nannte er seine Ansiedlung ‚Land in‘ oder Landin; ein vierter ging denselben Weg entlang wie der zweite, und baute Selbelang; ein fünfter ging von dort aus rechts zu (rechts too) und baute Retzow, ein sechster endlich nannte sein Dorf nach seinem eigenen Namen Bredow.“ (Kuhn, Adalbert: Märkische Sagen und Märchen. Berlin 1843)

### Religion

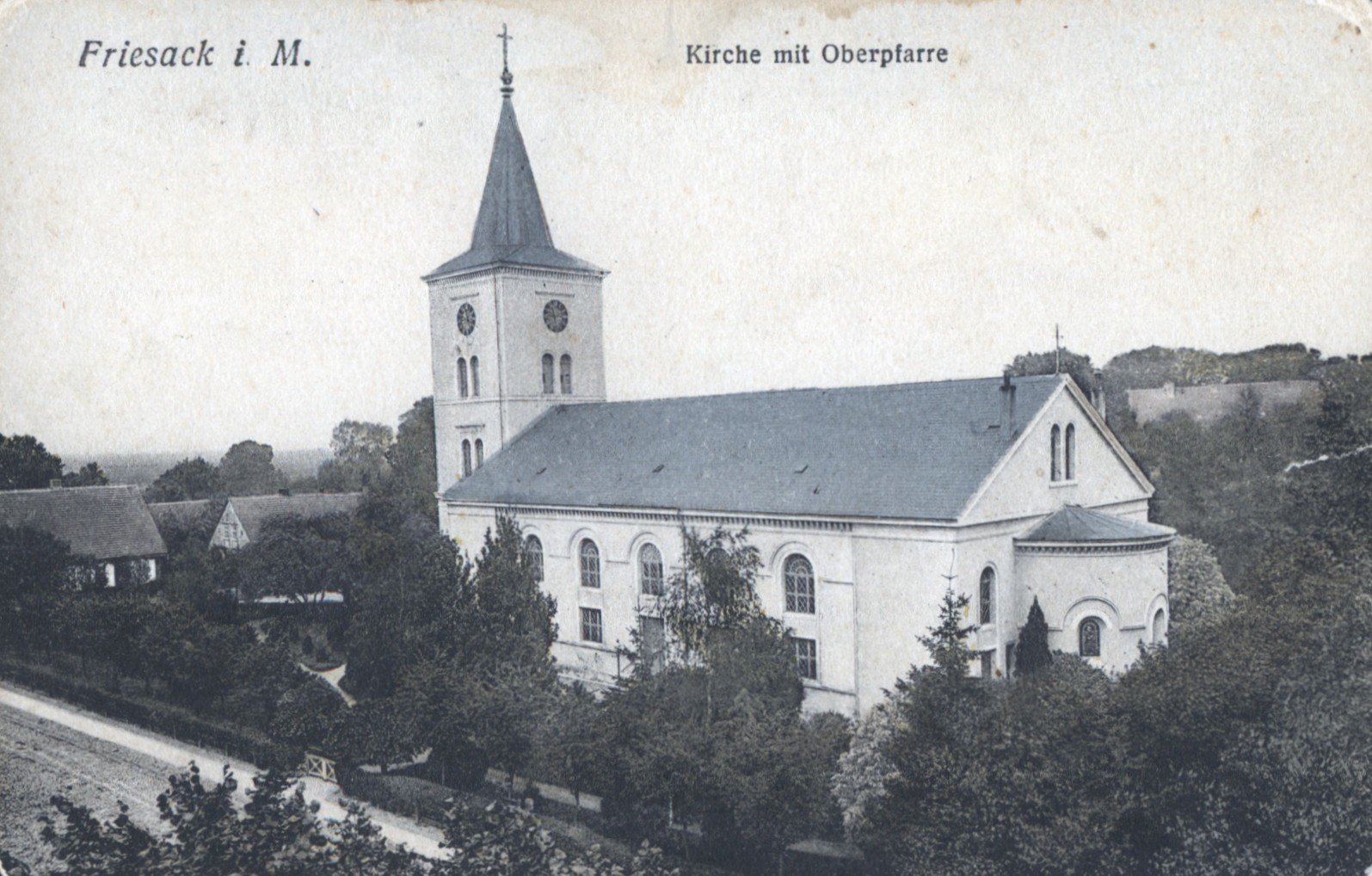
Evangelische Stadtkirche, vor 1945

In den Jahren 1538 und 1539, als die Hohenzollern zur evangelisch-lutherischen Lehre übertraten, wurden auch Friesack und das ganze Land evangelisch.
Nachdem sich in Friesack katholische Arbeiter niedergelassen hatten, fand 1852 durch Missionsvikar Eduard Müller die erste Heilige Messe nach der Reformation in Friesack statt. Ab 1878 fanden die katholischen Gottesdienste in der Rosenkranzkapelle statt. Von 1927 bis 1935 war der am 22. Februar 1940 im KZ Sachsenhausen umgekommene Albert Willimsky Pfarrer in Friesack, 1927 wurde das Pfarrhaus erbaut. Seit 2004 gehört die katholische Gemeinde Friesack zur Pfarrei St. Peter und Paul in Nauen. Auf Grund von baulichen Mängeln der Rosenkranzkapelle finden seit 2010 die katholischen Gottesdienste im Gemeinderaum des Pfarrhauses an der Berliner Allee 9 statt. 2015 wurde auf Initiative des Vereins deo iuvante Friesack e. V. (= mit Gottes Hilfe) die Seitenstraße an der Rosenkranzkapelle in Pfarrer-Albert-Willimsky-Weg umbenannt und es wurde eine Gedenktafel enthüllt.

### Stadtbrände

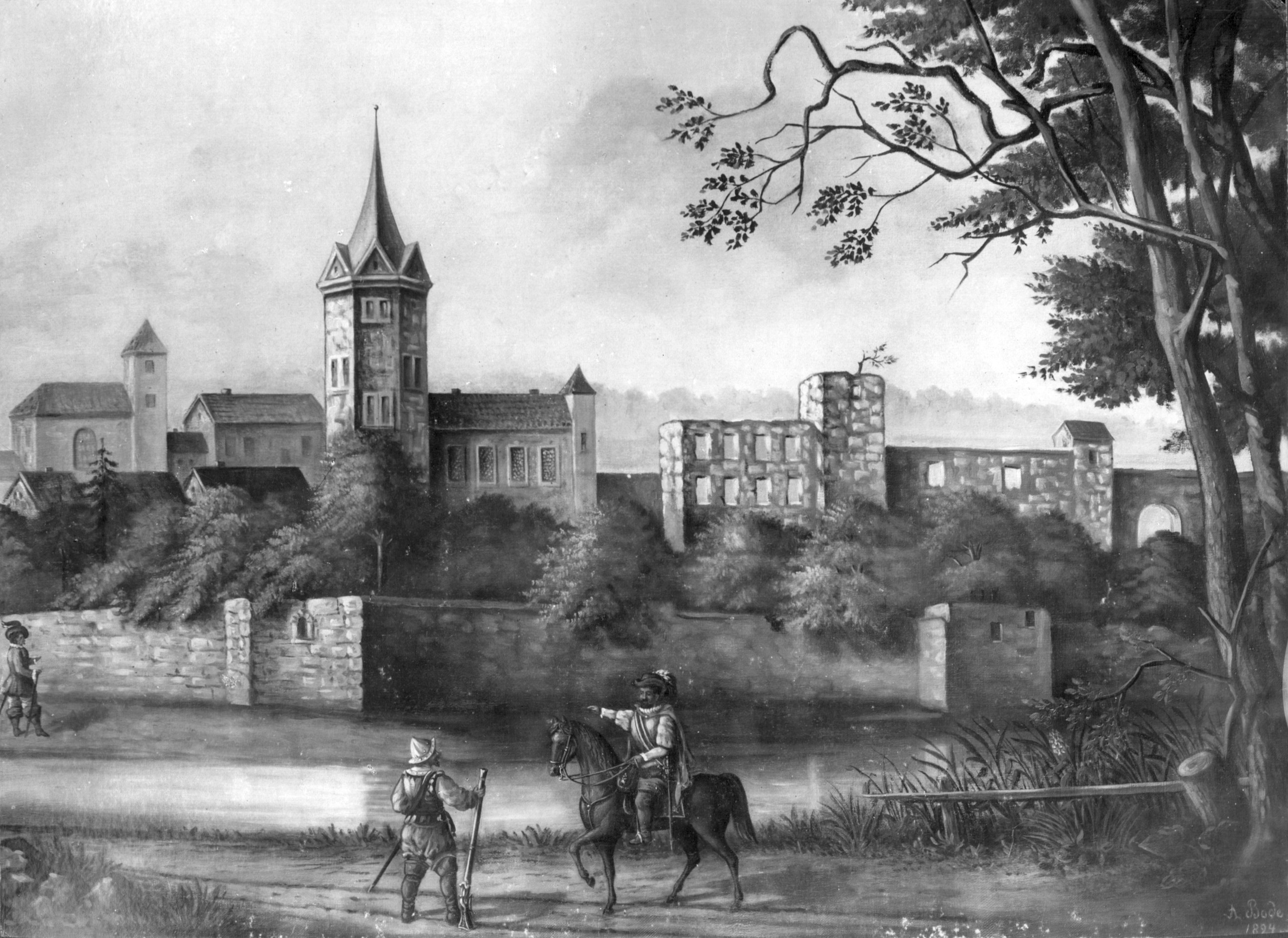
Burganlage von Friesack zur Zeit des Dreißigjährigen Krieges

Feuersbrünste, der „rote Hahn“, wüteten des Öfteren in Friesack. Im Jahr 1616 erhielt der Ort als dessen Folge umfangreiche Statuten, welche den Bürgern Verhaltensmaßregeln zur Brandvermeidung auferlegten. Diese findet man heute im Friesacker Heimatmuseum. Trotzdem wurden 1619 die Stadt und die zwischen 1560 und 1588 neuerrichtete Burg durch einen Brand fast völlig zerstört.
In der ersten Hälfte des 19. Jahrhunderts war es wegen der Brandgefahr verboten, im Ort Scheunen zu bauen. Stattdessen entstand am Rande der Stadt eine ununterbrochene Reihe von Scheunen entlang der heutige Thiemannstraße. Es brannte aber immer wieder. Größere Feuer wüteten 1800, 1825, 1841 und 1945.
Nach dem großen Brand von 1841, der auch das Burggelände erfasste, aber das Herrenhaus (Friesack I) verschonte, baute Karl Georg G. F. von Bredow ein neues Herrenhaus an der Straße nach Kleßen, um der Brandgefahr möglichst zu entgehen. Dieses Haus brannte 1948 infolge Brandstiftung, möglicherweise zur Vertuschung eines Einbruchs, ab. Mit dem Haus wurden viele historische Gegenstände des ausgelagerten historischen Museums zerstört. Der Zweite Weltkrieg zerstörte neben der bald wieder errichteten Kirche und einigen wenigen Gebäude zunächst nur wenig. Erst durch Brandlegung der Besatzer wurde etwa ein Drittel der Stadt vernichtet. Noch heute finden sich daher einige Baulücken, z. B. in der Berliner Straße.

### Kriege, Könige und Kaiser

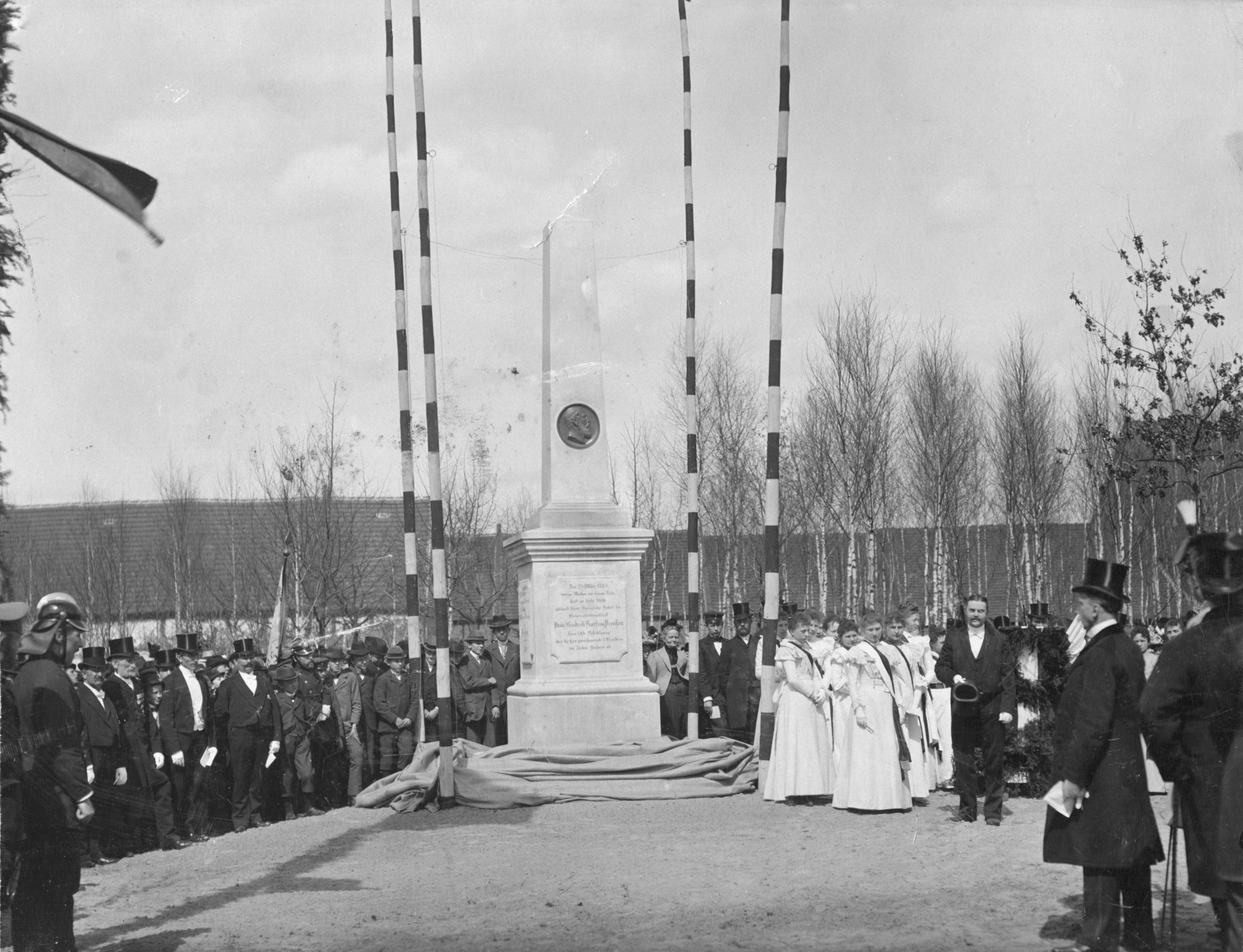
Denkmaleinweihung 1899 zu Ehren Friedrich Karls von Preußen am Krankenhausberg

Während des Dreißigjährigen Krieges hatte auch Friesack stark zu leiden. 1635 wurde der Ort tagelang geplündert. 1638 belagerten die Schweden die Burg, die von den Kaiserlichen unter General Gallas verteidigt wurde, aber nach dem Ausgehen der Verpflegung übergeben werden musste.
Große Bedeutung hatten dann wieder die Bestrebungen von Friedrich Wilhelm I. und Friedrich dem Großen im 18. Jahrhundert zur Urbarmachung und Kolonisation des Havellandes und des Rhinluches. In dieser Zeit wurden der Rhinkanal und der Havelländische Hauptkanal gebaut. Nach dem Sieg der napoleonischen über die preußischen Armeen in der Schlacht bei Jena und Auerstedt und dem Frieden von Tilsit wurden 1807 und 1808 französische Soldaten in Friesack einquartiert. Die Einwohner hatten Pferde und Wagen sowie Proviant zu stellen.
Durch den Bau der Straße Berlin–Hamburg im Jahre 1829 (im groben die heutige B5) erlebte Friesack einen wirtschaftlichen Aufschwung, welcher jedoch durch den Eisenbahnbau 1846 wieder zurückging. Weit besser erging es Friesack dann wieder von 1860 bis 1886 als Garnisonsstadt. Die Zieten-Husaren machten ihre Reitübungen an den steilen Hängen der jetzigen Freilichtbühne. 1885 hatte der Prinz und Feldmarschall Friedrich Karl Nikolaus von Preußen eine Parade abgenommen. Ihm zu Ehren wurde dort 1899 ein Denkmal eingeweiht.
Am 13. Oktober 1894 weihte Kaiser Wilhelm II. das Denkmal für den Kurfürsten Friedrich I., den Bezwinger der Quitzow-Burg, feierlich ein. Die drei Meter hohe bronzene Statue wurde während des Zweiten Weltkrieges heruntergenommen und sollte zu Kriegszwecken eingeschmolzen werden. Dies geschah nicht mehr, sie wurde aber in der DDR-Zeit zur Produktion von Kleinersatzteilen für Landmaschinen verwendet. 2012 wurde eine Nachbildung aufgestellt.

### Handwerk
Besondere Erwerbszweige waren die Torfgewinnung und das Holzpantinengewerk. Weiterhin existierten natürlich die Landwirtschaft, das generelle Handwerk für Gegenstände des täglichen Bedarfs und ein gewisses Maß an dienstleistendem Gewerbe. So wurden 1939 14 Gastwirtschaften, 15 Lebensmittel- und Gemischtwarengeschäfte, 8 Bäckereien, 5 Fleischereien, 3 Schmiede, 4 Herrenschneider, 2 Uhrmacher, 3 Sattler und 5 Schuhmacher u. a. verzeichnet.
Kleinere Unternehmen als Folge der Industrialisierung gab es nur wenige. So bestanden zwei Ziegeleien, 1889 wurden eine Brauerei und 1920 die Molkerei gegründet. 1925 kamen ein Sägewerk und eine Haferflockenfabrik hinzu. Von 1854 bis 1945 besaß die Stadt eine eigene Heimatzeitung. Der erste Druckereibesitzer war Gustav Goldsche. Heute informiert der viermal im Jahr erscheinende Friesacker Quitzow-Kurier über die Begebenheiten im Ort.

### Vereinsleben

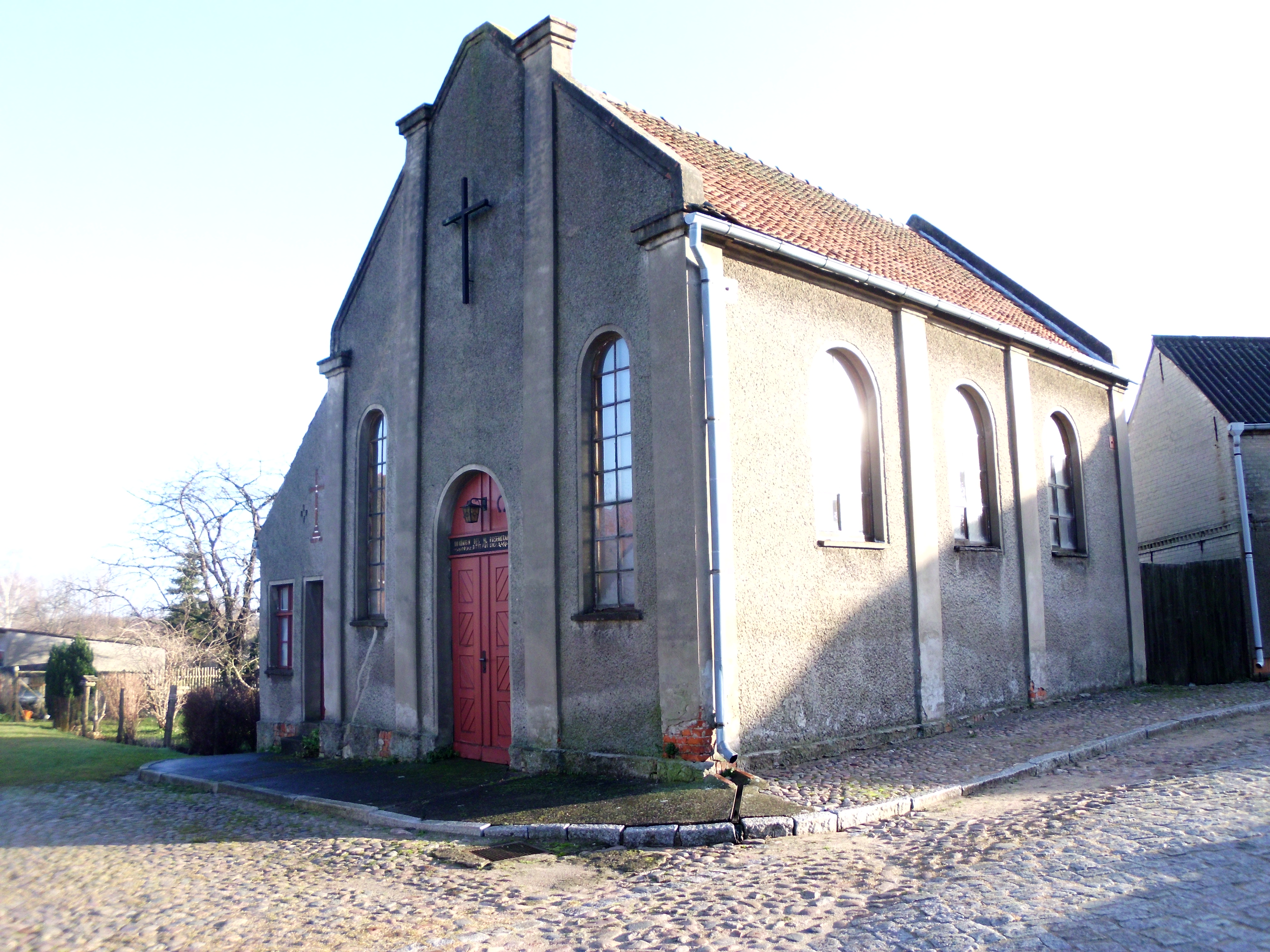
Rosenkranzkapelle

Im Jahr 1830 wurde die Schützengilde gegründet. 1897 setzte sich der Verschönerungsverein u. a. zur Aufgabe, die Wege und Plätze mit Flieder zu bepflanzen. Daraus resultierte das alljährliche gefeierte Fliederfest. 1884 wurde der Turn- und Sportverein gegründet, nach 1945 u. a. mit einer Feldhandballerinnen- und einer Fußballmannschaft. Weiterhin existierten mehrere Gesangs-, Theater-, Frauen- und „Krieger“-vereine. Auch eine Badeanstalt am Rhin sowie ein Badehaus mit Wannenbädern gehörten zum Freizeitangebot. Sie wurde nach 1945 als Müllkippe verwendet. Es steht zu befürchten, dass sich dort noch Munition und Schlimmeres ausgraben lassen.
In der ehemaligen „Schweizer Halle“, der heutigen Diskothek, wurde geturnt und Tischtennis gespielt. Seit 1953 erfreut der Friesacker Karnevalsverein die Menschen. Weiterhin existieren ein Tennisverein, zwei Angelvereine, ein Kleintierzüchterverein, ein Imkerverein und ein Landfrauenverein. Die Interessengemeinschaft „Die Pumpenfreunde“ sorgten dafür, dass auf dem Marktplatz 1997 eine Pumpe errichtet wurde. Seitdem wird jährlich im Juli das Pumpenfest gefeiert. Musikalisch sind der ökumenische Kirchenchor, der im Katholischen Pfarrhaus probt, recht bekannt. Auch einige Auto- und Motorradvereine sind aktiv. Seit 2010 ist der Verein deo iuvante Friesack e. V. aktiv und versucht die ehemalige Rosenkranzkapelle und das Gedenken an den am 22. Februar 1940 im KZ Sachsenhausen verstorbenen Pfarrer Albert Willimsky zu erhalten.

### Schulwesen

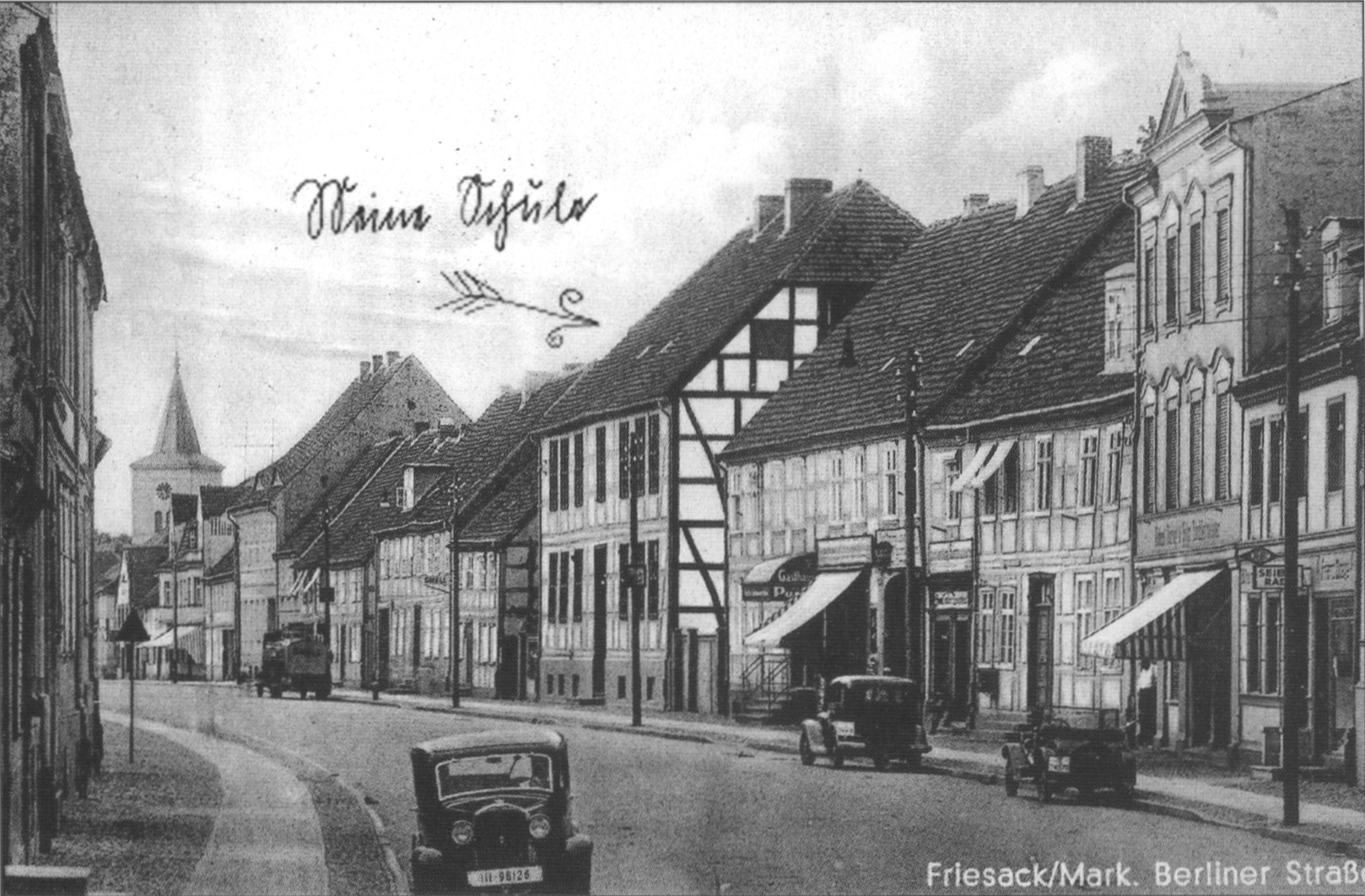
Alte Schule und Berliner Straße in Friesack ca. 1935

Das für diese Gegend überraschend hohe Angebot an Ausbildungs- und Schuleinrichtungen ist wohl ein Hauptgrund dafür, dass dieser Ort nicht zusehends verfällt, sondern eine Zukunftschance hat.
Schon im Jahre 1541 wird eine Schule erwähnt. Nach 1600 kommt eine Mädchenschule hinzu. Beide Schulen standen auf dem Burggelände. Im Jahr 1832 wurde die Stadtschule in die Berliner Straße verlegt. Bis 1971 diente sie als Polytechnische Oberschule, bis 1990 als Sonderschule. Heute wird das Gebäude als Obdachlosenheim genutzt.
Am 10. Februar 1971 wurde die neuerrichtete Schule am Sonnenweg eingeweiht. Heute ist die Kooperationsschule nach umfangreichen Modernisierungen ein Schmuckstück der Stadt.
Aus der FDJ-Landestraktoristenschule von 1950 ist die Ingenieurschule für Landtechnik entstanden. Seit 1992 befindet sich dort das Oberstufenzentrum Havelland für theoretische Berufsausbildung. Auf dem ehemaligen Gelände der Betriebsberufsschule des Meliorationskombinats Potsdam befindet sich das überbetriebliche Ausbildungszentrum Bauwirtschaft des Landes Berlin-Brandenburg. Für Aus-, Um- und Weiterbildung ist die „Ländliche Erwachsenenbildung“ zuständig.

### Friesack zur Zeit der DDR
Durch die Bodenreform vom 2. September 1945 erhielten landarme Bauern, Landarbeiter, Flüchtlinge und Vertriebene kostenlos Acker- und Weideland sowie Wald, nachdem die bisherigen Eigentümer enteignet und vertrieben worden waren. Große Betriebe wurden verstaatlicht, neue Einrichtungen und Betriebe entstanden, so z. B. das Großprojekt „Milchader für Berlin“ der FDJ im Havel- und Rhinluch. In den fünfziger Jahren begann die Zwangskollektivierung der Landwirtschaft. Viele Friesacker Familien flüchteten in die Bundesrepublik Deutschland. In der Stadt waren die ACZ, Meliorations-, Forstwirtschaft, Getränkeproduktion, Sägewerk und Kreisbaubetrieb ansässig. Am 17. Juni 1953 demonstrierten die Bauarbeiter zusammen mit der Friesacker Bevölkerung gegen die staatlichen Zwangsmaßnahmen. Einige Personen wurden verhaftet, was eine weitere Auswanderung von Friesacker Bürgern in den Westen zur Folge hatte.
Etwa zwischen 1949 und 1956 war die an der Interzonenstraße Berlin–Hamburg (damals F 5, heute B 5) gelegene Tankstelle als Zuladestelle für hochprozentigen Branntwein eingerichtet, der für den innerdeutschen Branntweinschmuggel in die BRD bestimmt war. Mit dem Branntwein, der auf Interzonenverkehr-Lastkraftwagen fassweise zwischen der Ladung versteckt oder in Schmuggelbehälter (z. B. präparierte LKW-Reifen) abgefüllt wurde, sollte durch dessen illegalen Verkauf die Wirtschaft der Bundesrepublik geschädigt werden, denn dem westdeutschen Fiskus entgingen pro Hektoliter Branntwein mehr als 1.000 DM Einnahmen, während die DDR dadurch in den Besitz von harter Währung (DM oder US-Dollar) gelangte.

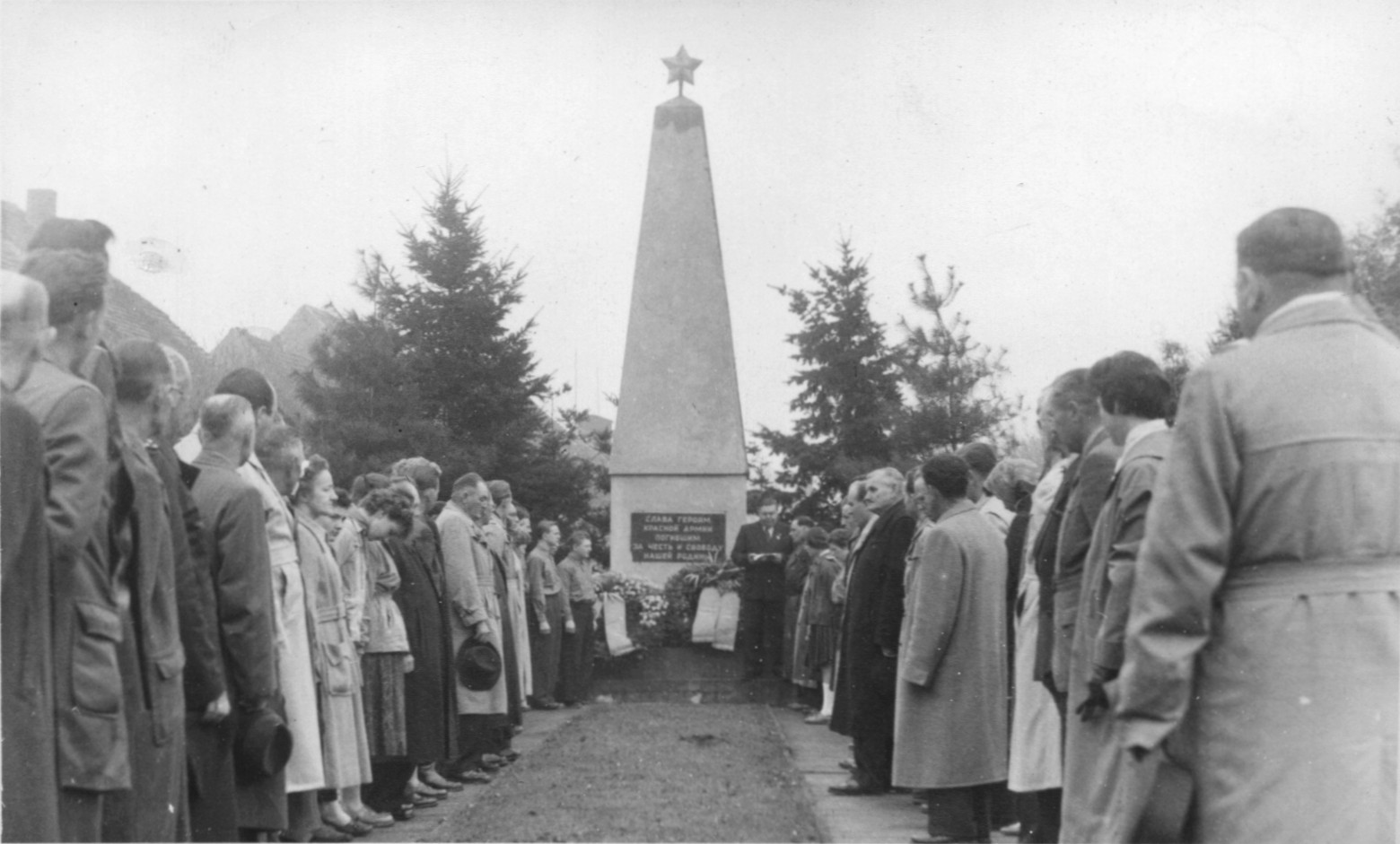
Kranzniederlegung vor dem sowjetischen Ehrendenkmal auf dem Marktplatz 1969
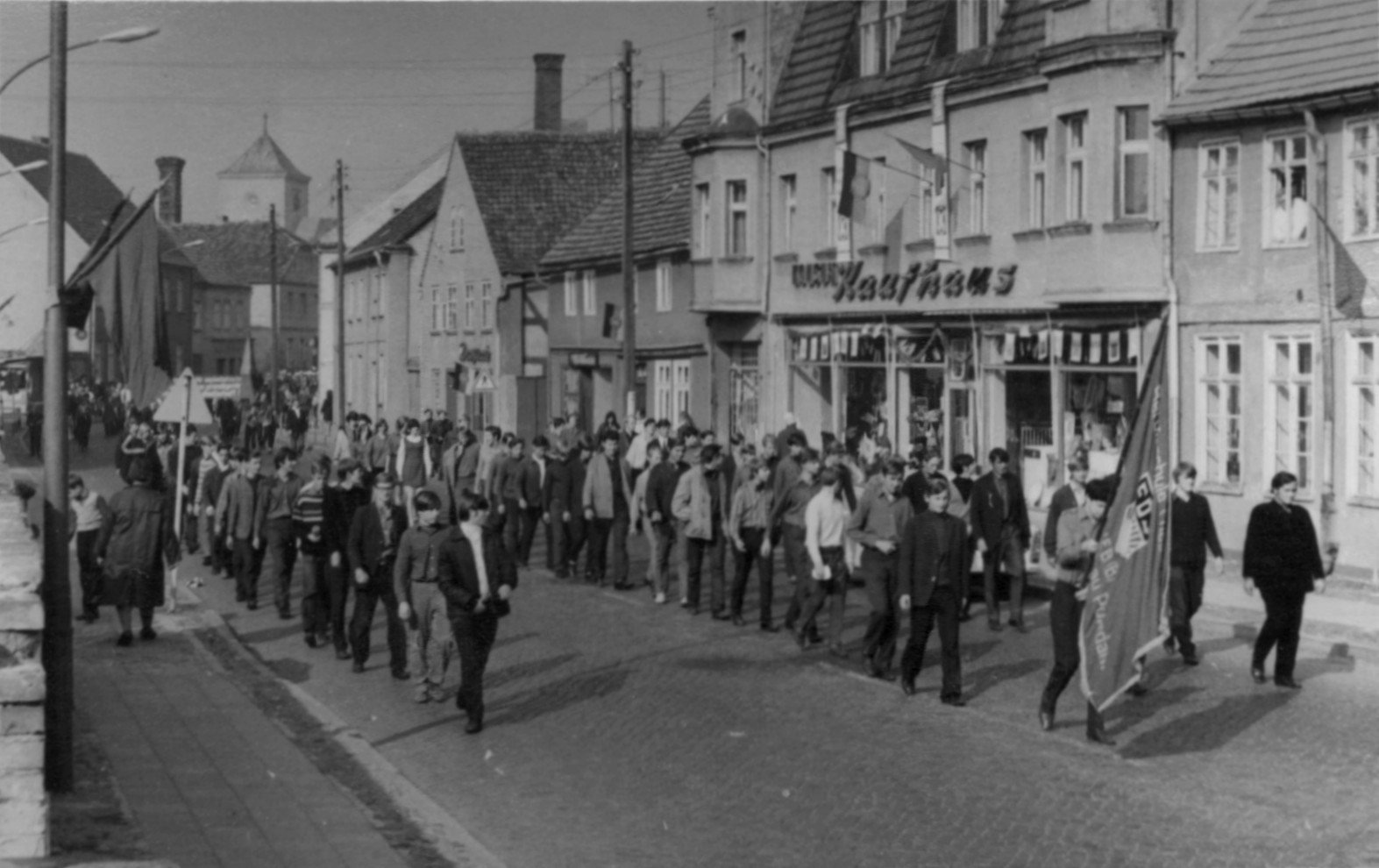
Umzug zur 20-Jahr-Feier 1969; im Hintergrund das Konsum-Kaufhaus in der Berliner Straße

### Friesack nach der Wende

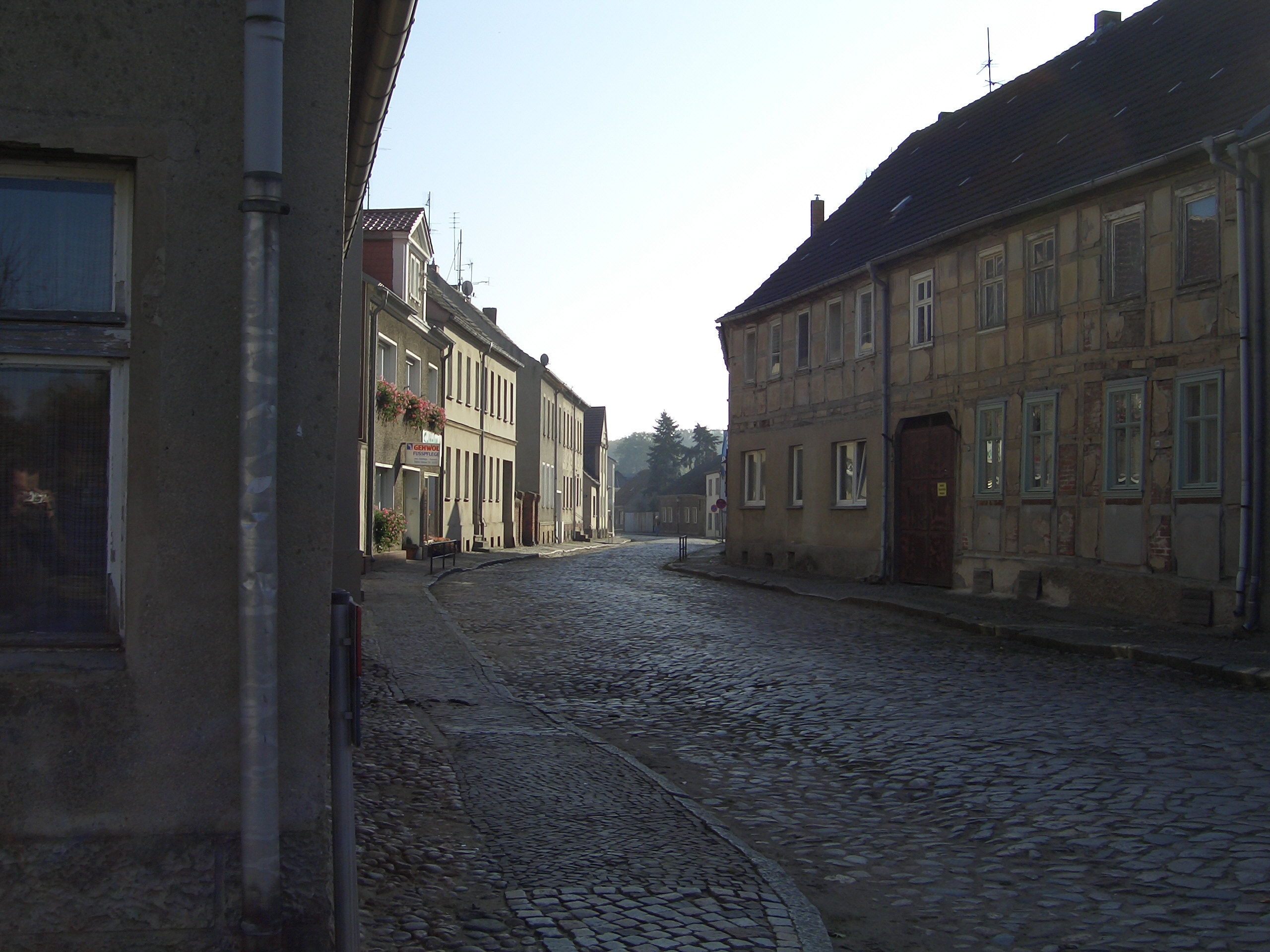
Nauener Straße hinter dem Marktplatz, 2005

Das Feuerwehrhaus wurde nach Abriss der anliegenden Gasanlage (1996) und des Gasometers (1999) erweitert.
Im Jahr 2000 wurde die Sanierung des Marktplatzes beendet. Angrenzend in der Berliner Straße wurde eine Ladenzeile gebaut, die derzeit zum großen Teil unvermietet ist. Im Gegensatz zu früher besteht heute die starke Tendenz, Alltagsgegenstände in Einkaufszentren, wie zum Beispiel dem vor Berlin an der B 5 liegenden Havelpark Dallgow, zu besorgen. Obwohl die Stadt für kleinere Geschäfte nicht genug Käuferpotential anzieht, stellt sie für die Umgebung im Lebensmittelbereich ein lokales Einkaufszentrum dar. Sonst ließe sich die hohe Dichte von Lebensmitteleinkaufsmärkten, die sich dort halten, nicht erklären. So mager das Angebot daneben zumeist auch ist, findet man doch weitaus mehr als in der Umgebung.
Der 2004 erfolgte Ausbau der Bahnstrecke für den ICE-Betrieb hatte auch bei Friesack einige bauliche Veränderungen wie den Brückenbau für die Hamburger Straße nach Zootzen zur Folge.
Ein Relikt der aus der Auflösung der DDR resultierenden, teils problematischen Besitzverhältnisse ist das ehemalige Hotel „Zum Stern“ in der Berliner Straße. Das einstmals schöne Haus ist derzeit in einem verwahrlosten Zustand. Nutzungskonzepte schlugen bisher fehl, inzwischen ist das Haus abgerissen worden.
Die Stadt weckt derzeit tendenziell den Eindruck einer dreigeteilten Bevölkerung. Zunächst die Alteingesessenen, welche vor allem das Stadtbild im Ortskern prägen und sich zum großen Teil aus älteren Menschen rekrutieren. Sie wohnen sowohl in aufwendig restaurierten alten Schmuckstücken als auch in maroden baufälligen Häusern, welche ein mittelalterliches Gassenbild erzeugen.
Bei neuzugewanderten Familien, welche mehr die neugebildeten Stadtviertel bevölkern und kinderreicher sind, reicht das Stadtbild von Plattenbau bis zu schönen Einfamilienhäusern.
Den dritten Teil der Bevölkerung bilden die sich nur vorübergehend in der Stadt aufhaltenden Schüler und Auszubildenden. So ergibt sich eine durchaus friedliche Koexistenz, wobei diese Bevölkerungskomponente einem völligen Verfall des Ortes in die Bedeutungslosigkeit entgegenzuwirken scheint. Aber im Gegensatz zu einer normalen Entwicklung einer Stadt, deren Nachwuchs von der eigenen Bevölkerung gestellt wird, haben die Schüler wenig Einfluss auf das Stadtbild. Man wundere sich deshalb nicht, dass die „Hauptstraße“, welche eher den Eindruck macht, dass die Stadt unter Landflucht zu leiden hat, von relativ vielen Jugendlichen bevölkert ist, zumal sie für diese wenig zu bieten hat. Dieses oberflächlich betrachtet nicht passen wollende Stadtbild von einem teils „noch“ maroden, mittelalterlich wirkenden, nicht touristisch erschlossenen Ortskern und relativ vielen Jugendlichen ist ein interessanter Unterschied gegenüber anderen Kleinstädten.

### Verwaltungsgeschichte
Friesack gehörte seit 1817 zum Kreis Westhavelland in der preußischen Provinz Brandenburg und ab 1952 zum Kreis Nauen im DDR-Bezirk Potsdam. Seit 1993 liegt die Stadt im brandenburgischen Landkreis Havelland.

## Bevölkerungsentwicklung
| Jahr | Einwohner |
| ---- | --------- |
| 1875 | 3 576     |
| 1890 | 3 499     |
| 1910 | 2 965     |
| 1925 | 2 889     |
| 1933 | 2 830     |
| 1939 | 2 952     |

| Jahr | Einwohner |
| ---- | --------- |
| 1946 | 3 531     |
| 1950 | 3 634     |
| 1964 | 3 249     |
| 1971 | 2 939     |
| 1981 | 2 666     |
| 1985 | 2 580     |

| Jahr | Einwohner |
| ---- | --------- |
| 1990 | 2 379     |
| 1995 | 2 308     |
| 2000 | 2 464     |
| 2005 | 2 816     |
| 2010 | 2 541     |
| 2015 | 2 794     |

| Jahr | Einwohner |
| ---- | --------- |
| 2020 | 2 496     |
| 2021 | 2 520     |
| 2022 | 2 549     |
| 2023 | 2 566     |
| 2024 | 2 545     |

Gebietsstand des jeweiligen Jahres, Einwohnerzahl: Stand 31. Dezember (ab 1990), ab 2011 auf Basis des Zensus 2011, ab 2022 auf Basis des Zensus 2022

## Politik

### Stadtverordnetenversammlung
Die Stadtverordnetenversammlung von Friesack besteht aus 16 Stadtverordneten und dem ehrenamtlichen Bürgermeister. Die Kommunalwahl am 9. Juni 2024 führte bei einer Wahlbeteiligung von 63,5 % zu folgendem Ergebnis:
| Partei / Wählergruppe            | Stimmenanteil 2019 | Sitze 2019 |  | Stimmenanteil 2024 | Sitze 2024 |
| -------------------------------- | ------------------ | ---------- |  | ------------------ | ---------- |
| SPD                              | 25,7 %             | 4          |  | 33,5 %             | 5          |
| AfD                              | –                  | –          |  | 30,6 %             | 5          |
| Wählergruppe Bauern              | 24,6 %             | 4          |  | 15,2 %             | 3          |
| CDU                              | 05,9 %             | 1          |  | 04,7 %             | 1          |
| Einzelbewerber Paul Beyer        | –                  | –          |  | 03,6 %             | 1          |
| FDP                              | 09,3 %             | 2          |  | 03,4 %             | 1          |
| Einzelbewerber Kristian Wendland | –                  | –          |  | 02,6 %             | –          |
| Einzelbewerber Axel Niedermeyer  | –                  | –          |  | 02,5 %             | –          |
| Einzelbewerberin Dagmar Möller   | –                  | –          |  | 02,2 %             | –          |
| Einzelbewerber Toni Pundrich     | –                  | –          |  | 01,6 %             | –          |
| Bündnis für Friesack             | 20,5 %             | 3          |  | –                  | –          |
| Einzelbewerber Werner Töpfer     | 07,6 %             | 1          |  | –                  | –          |
| Die Linke                        | 06,4 %             | 1          |  | –                  | –          |
| Insgesamt                        | 100 %              | 16         |  | 100 %              | 16         |

### Bürgermeister
- 1998–2008: Peter Behrendt (FDP)[11]
- 2008–2014: Werner Töpfer[12]
- 2014–2019: Klaus Gottschalk (SPD)[13]
- 2019-2024: Christoph Köpernick (Bündnis für Friesack)[14]
- seit 2024: Lothar Schneider (SPD)

Schneider wurde in der Bürgermeisterwahl am 9. Juni 2024 ohne Gegenkandidat mit 84,6 Prozent der gültigen Stimmen gewählt. Seine Amtszeit beträgt fünf Jahre.

### Wappen
| Wappen von Friesack | Blasonierung: „In Silber auf grünem Boden ein blau gezinntes Tor mit geschlossenen goldenen Flügeln, beiderseits gehalten von einem blauen gezinnten Turm mit rotem goldbeknauften Kuppeldach auf einem schwarzen silbergefassten doppelten Fensterbogen; dazwischen schwebend der goldbewehrte, mit goldenen Kleestengeln belegte rote brandenburgische Adler.“ |
| Wappen von Friesack | Wappenbegründung: Die älteste in der Literatur erwähnte Überlieferung befand sich auf einem Siegelabdruck, dessen Umschrift „SIGEL DER STADT FRIESACK 1619“ lautete. Das Original hat Otto Hupp bei der Abfassung seines heraldischen Werkes vorgelegen (Die Wappen und Siegel der deutschen Städte, Flecken und Dörfer, Frankfurt/Main 1896, S. 32). Hupp scheint erst die Farbgebung für das Wappen besorgt zu haben, denn noch wenige Jahre zuvor schreibt L. Clericus in J. Siebmachers großem und allgemeinem Wappenbuch Bd. I, 4 Städtewappen, Nürnberg 1885, S. 139: „Farben gibt es nicht. Der Adler ist jedoch als brendenburgischer rot zu geben“. Das Wappen- und Siegelbild zeigt ein geschlossenes Tor, gehalten von zwei gezinnten Türmen mit glockenförmigen Haubendächern, zwischen letzteren der Adler (bei Clericus sich an den Zinnen festkrallend, in allen übrigen Fassungen schwebend). Das Wappen wurde am 14. April 1994 durch das Ministerium des Innern genehmigt. |

### Flagge
Die Flagge ist Blau – Weiß – Rot (1:1:1) gestreift (Querform: Streifen waagerecht verlaufend, Längsform: Streifen senkrecht verlaufend) und mittig mit dem Stadtwappen belegt.

### Städtepartnerschaften
Friesack unterhält Städtepartnerschaften zum polnischen Parchowo und zum litauischen Mosėdis.

## Sehenswürdigkeiten und Kultur
In der Liste der Baudenkmale in Friesack stehen die in der Denkmalliste des Landes Brandenburg eingetragenen Baudenkmale.

### Bauwerke
- Burg Friesack

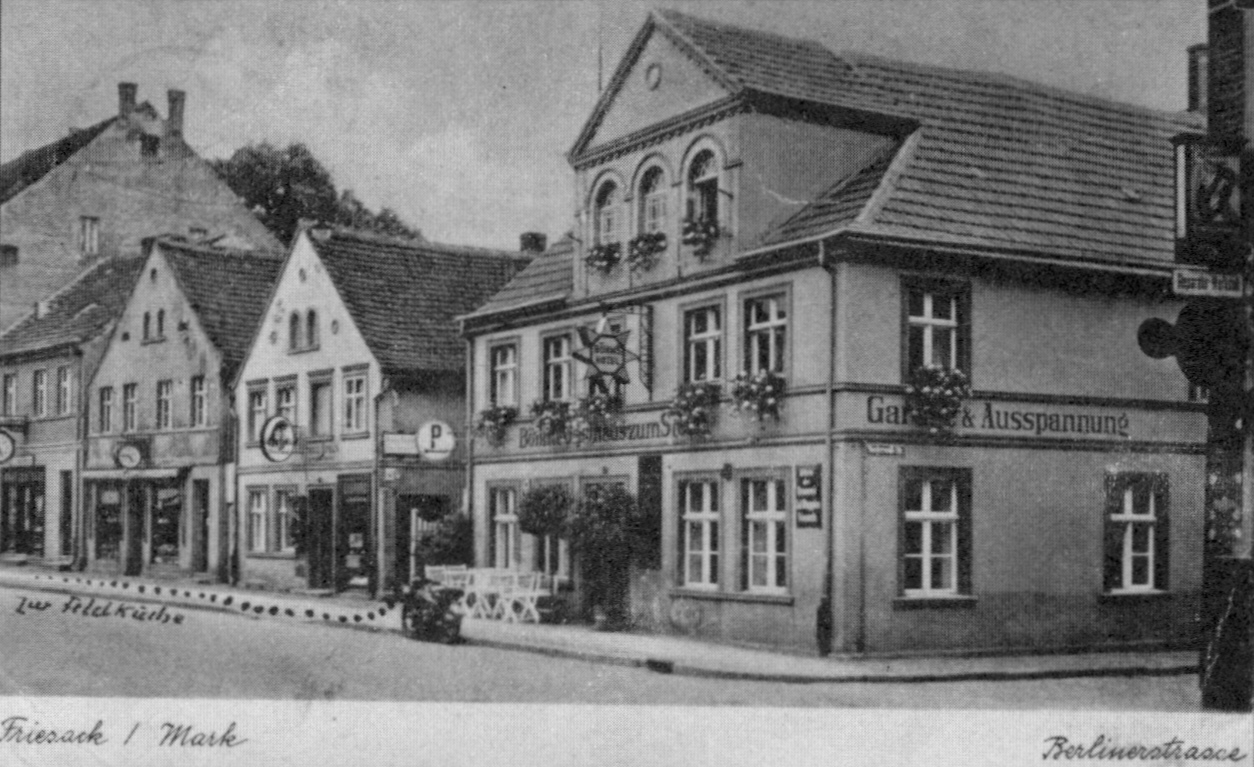
„Hotel zum Stern“ in den 1930er Jahren.

- Kirche an der heutigen Burgstraße, direkt westlich vor der Burg gelegen, brannte 1841 ab und wurde, etwas näher an den Marktplatz versetzt, auf dem ehemaligen, auch abgebrannten Wirtschaftshof in der Charlottenstraße neu errichtet. 1945 brannte auch diese Kirche durch Kriegseinwirkung ab. Sie wurde in den Jahren 1949 bis 1955 in veränderter Form wieder aufgebaut.
- Rosenkranzkapelle, ab dem Jahre 1878 besaß die Stadt dank der Hilfe des katholischen Fotografen Albert Bode ein katholisches Gotteshaus, die an der Rhinstraße gelegene Rosenkranzkapelle. Da im preußischen Kulturkampf keine katholische Kirche genehmigt worden war, ließ Bode das Gebäude als Fotoatelier bauen und stellte es der katholischen Gemeinde als Gottesdienstraum zur Verfügung. Aufgrund von Baumängeln wurde die Kapelle 2010 für Gottesdienste geschlossen. 2014 wurde die Kapelle an den Verein deo iuvante e. V. verkauft, der katholisches Leben in Friesack und den Erhalt der Rosenkranzkapelle unterstützt.[18]
- Feuerwehrhaus, am 3. April 1892 wurde die Freiwillige Feuerwehr Friesack durch den Bäckermeister Robert Repke gegründet. Das Feuerwehrhaus und auch das Gaswerk wurden 1900 errichtet, wobei das Gaswerk später den Neubauten der Feuerwehr weichen musste.
- Marktplatz, schon in früheren Jahren ein örtlicher Umschlagplatz für Kram und Vieh. Auf dem heutigen Bushalteplatz stand das Rathaus, das 1833 abgetragen wurde. Das heutige Rathaus wurde 1994 recht aufwendig restauriert.
- Freilichtbühne mit Tennisplatz und Rodelanlage, 1934 errichtet. Durch das rege Vereinsleben, die schönen Parkanlagen und ein gewisses Maß an kulturellem Angebot wurde Friesack 1928 als Luftkurort anerkannt. Drei Kurheime wurden besonders von Berliner Gästen genutzt.
- Sieben-Brüder-Eiche, so benannt aufgrund ihrer sieben Stämme, in der Klessener Straße, 300 Jahre alt
- Jüdischer Friedhof mit Gräbern aus dem 18. und 19. Jahrhundert, durch seine versteckte Lage überlebte der Friedhof die Zeit des Nationalsozialismus, wenn auch nicht ganz unbeschadet. Er wurde während der DDR-Zeit von Sowjetbürgern erneuert, wobei aber die Grabsteine nicht in ihrer ursprünglichen Lage aufgestellt wurden.

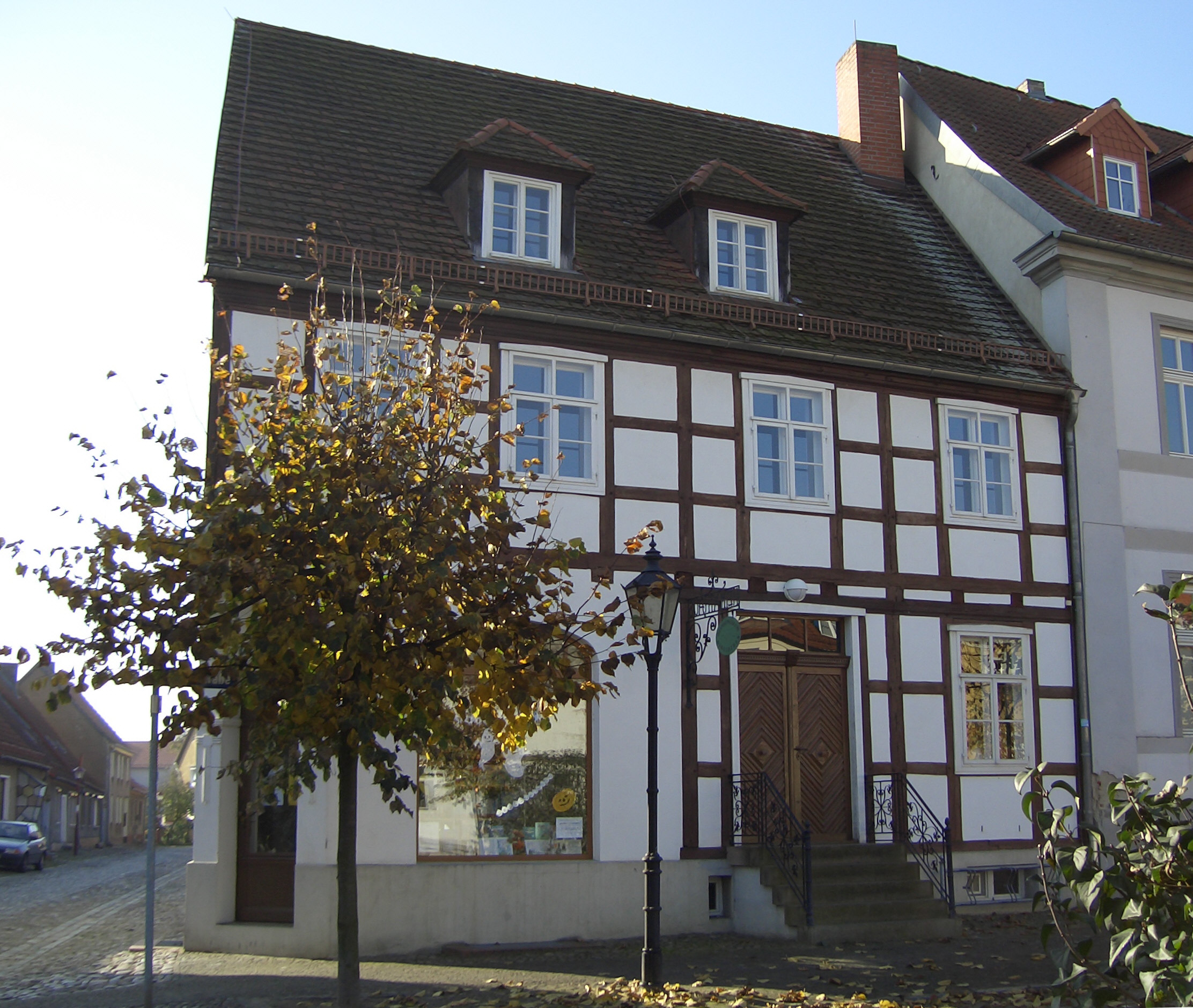
Restauriertes Friesacker Heimathaus, Oktober 2005

- Schlossereischmiede, umfangreich saniert und nun das Friesacker Heimathaus, hier befinden sich die Stadtbibliothek und das kleine Heimatmuseum, das durch Privatinitiative ins Leben gerufen wurde. Da viele der historischen Gegenstände angefasst und technische Geräte bewegt werden dürfen, eignet sich das Museum auch für Kinder.
- Postamt, 1898 fertiggestellt, steht heute leer
- Gebäude des heutigen Eiscafés Neumann (Ecke Berliner Allee/Klessener Straße), 1878 vom Ziegeleibesitzer Otto Beyer erbaut, der Turm des Gebäudes wurde 1945 zerstört
- Krankenhaus, 1914 erbaut, von 1969 bis 1991 als Landambulatorium und Ärztehaus genutzt, zurzeit dient es als Einrichtung für betreutes Wohnen
- Windmühle, zu einem Wohnhaus umgebaut, zeitweise existierten bis zu sieben Windmühlen

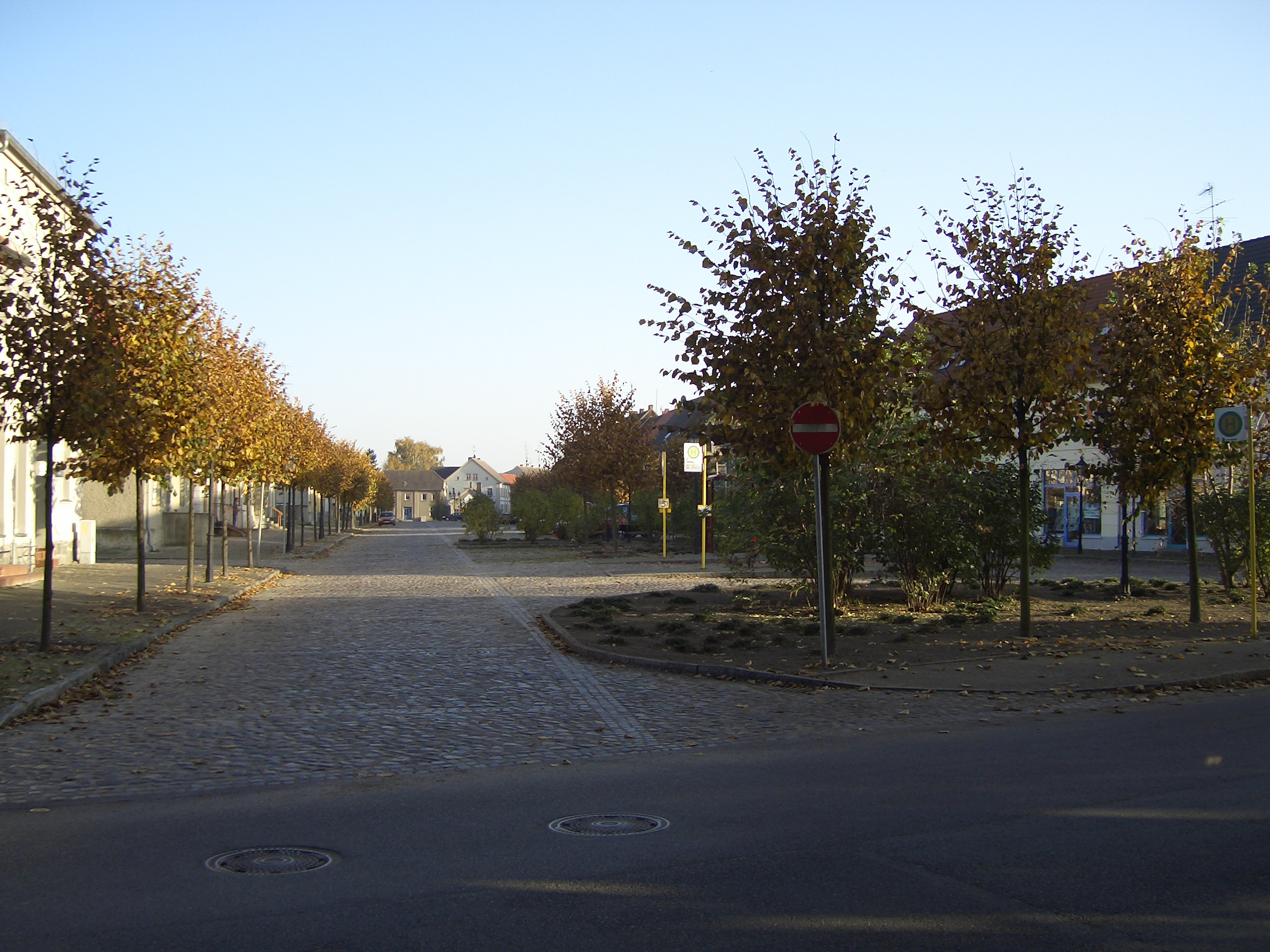
Marktplatz von der Hamburger Straße aus, 2005
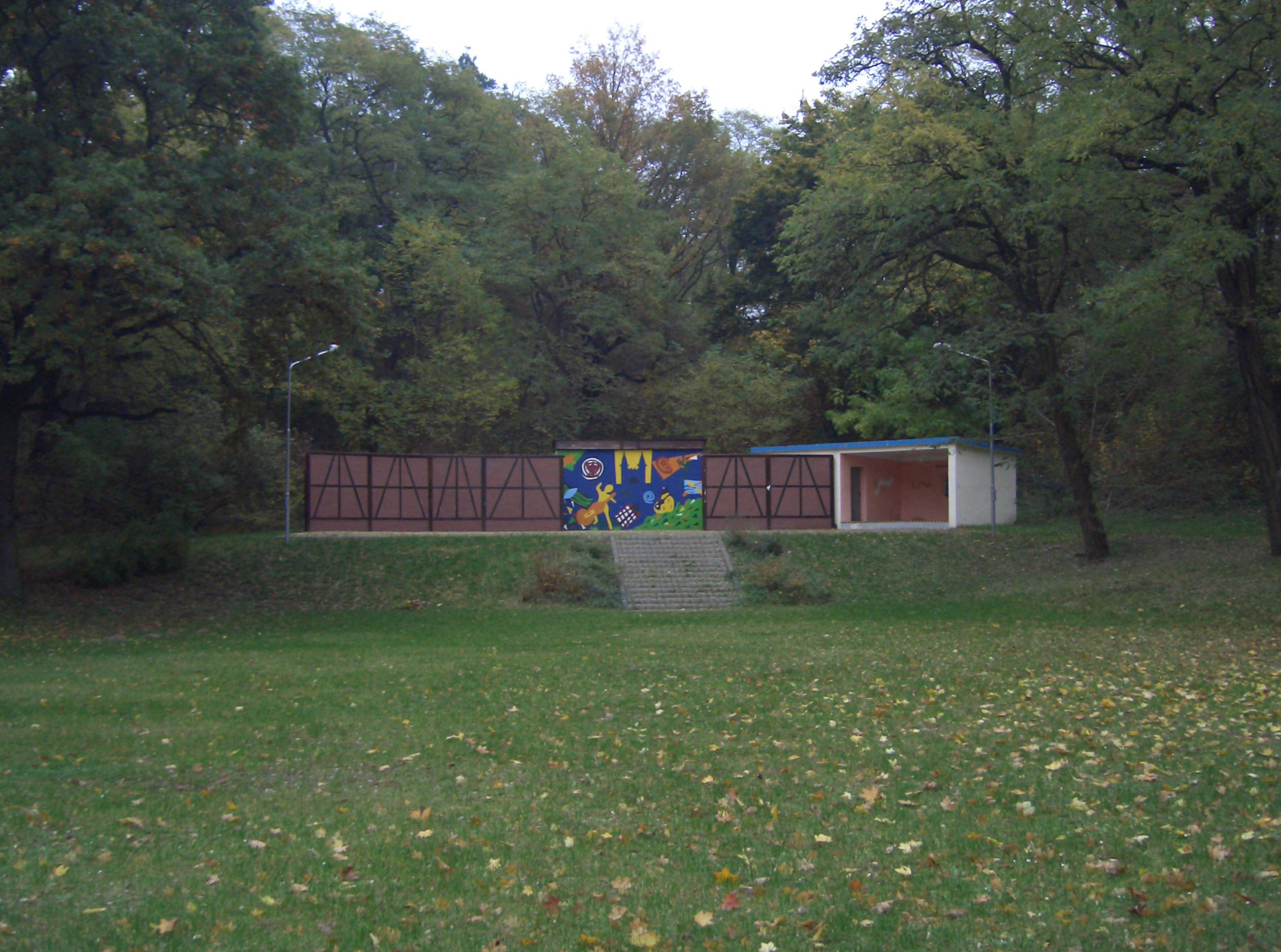
Friesack Freilichtbühne, 2005
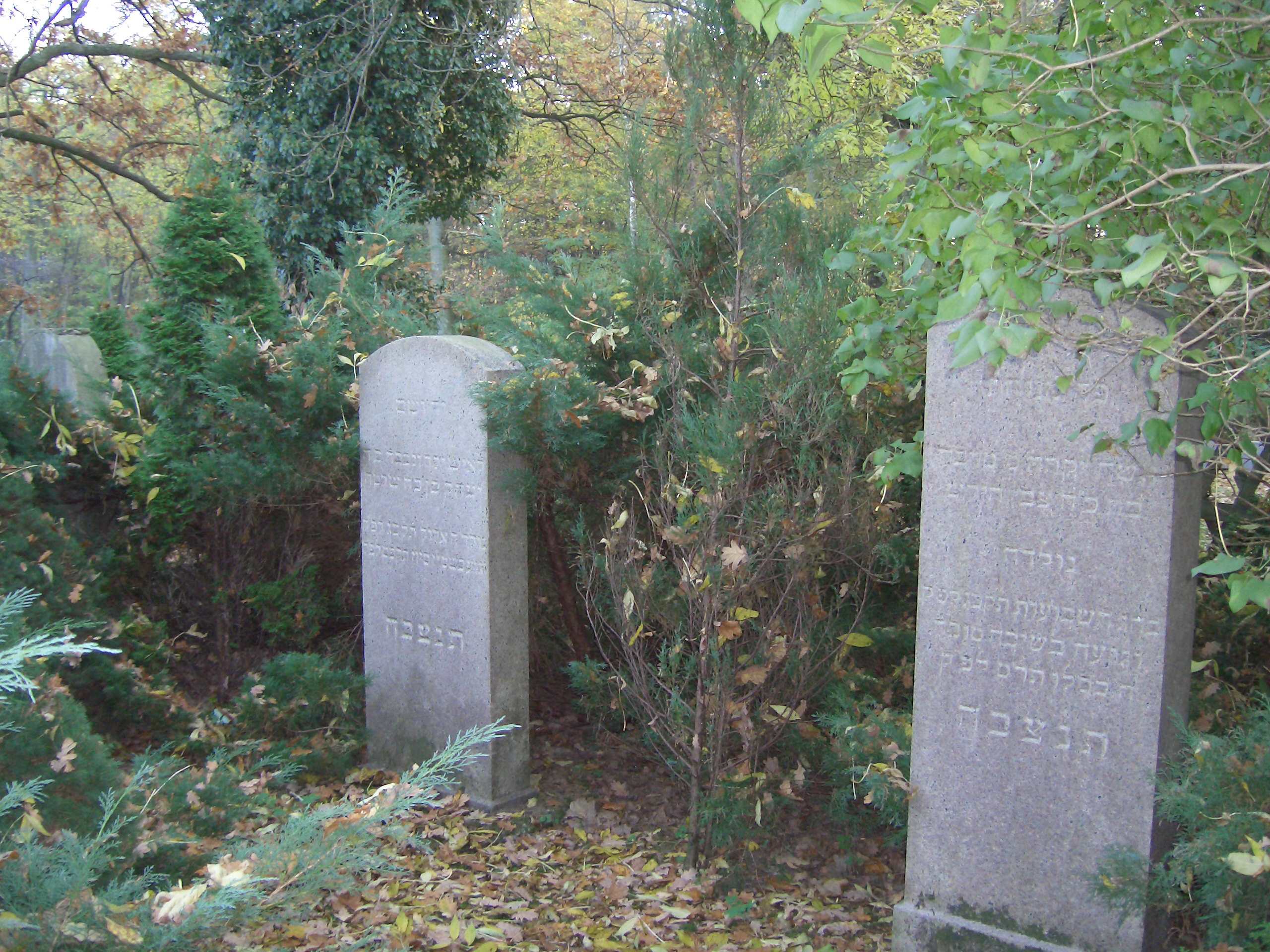
Jüdischer Friedhof, 2005

Nicht mehr vorhanden
- Herrenhaus auf dem Burgberg, 1774  im Fachwerkstil erbaut, diente ab Mitte des 19. Jahrhunderts als Wirtschaftsgebäude, 1956 wegen Baufälligkeit und aus ideologischen Gründen abgetragen
- Apotheke, im Jahre 1775 erwähnt, war eine der ältesten Ladeneinrichtungen Friesacks, 1945 zerstört, sie befand sich in der Berliner Straße am Marktplatz gegenüber der heutigen Apotheke. Inzwischen ist dieses Grundstück unbebaut.

### Museen
Das Heimatmuseum und die öffentliche Bibliothek der Stadt Friesack befinden sich im Heimathaus am Marktplatz.

## Wirtschaft und Infrastruktur

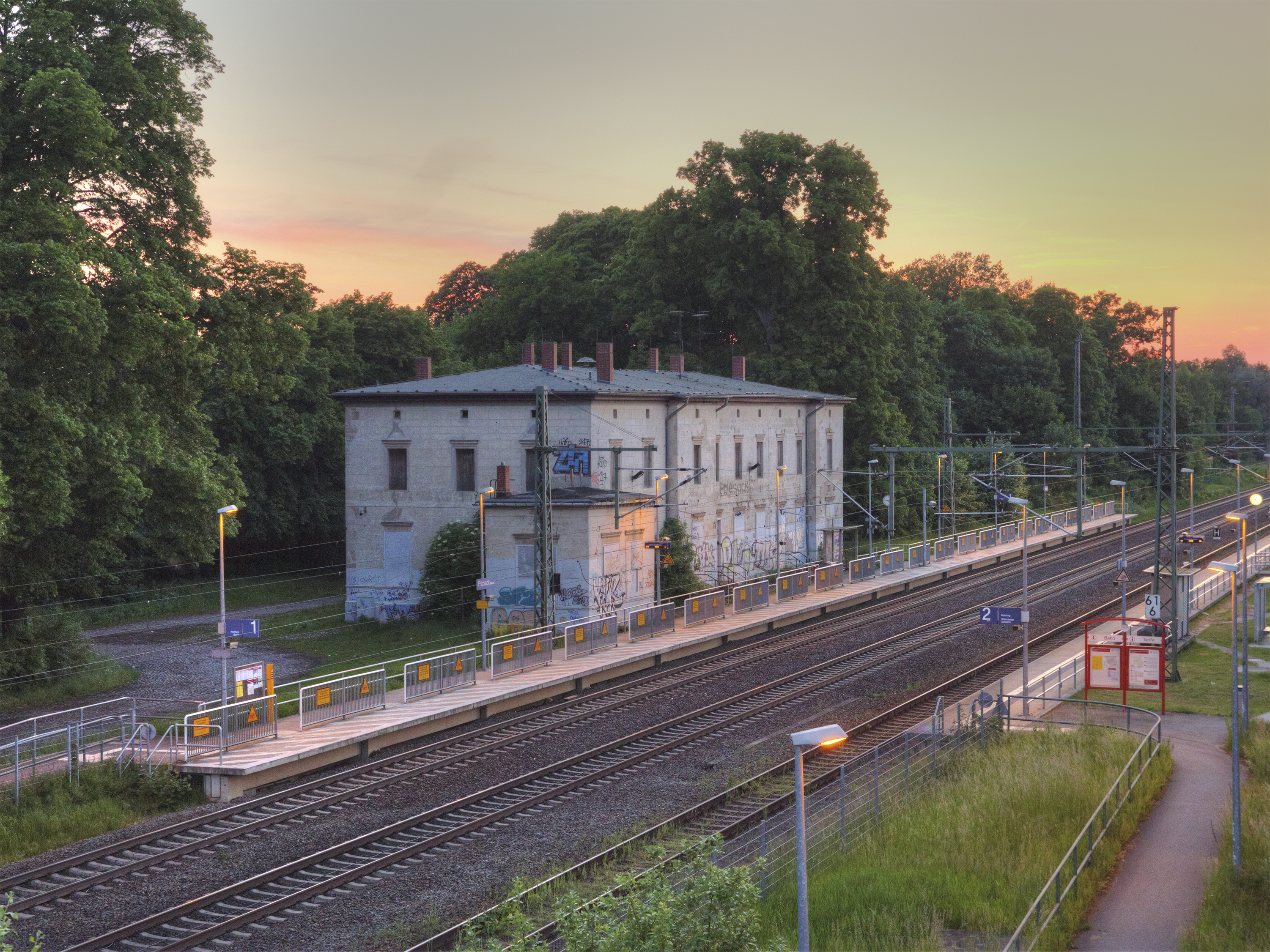
Bahnhof Friesack 2014

### Verkehr

#### Straßenanbindung
Friesack liegt an der Bundesstraße 5 auf halber Strecke zwischen Berlin und Perleberg. Beim Wohnplatz Briesen beginnt, abzweigend von der B 5, die Bundesstraße 188, die in Richtung Westen nach Rathenow führt. Die Landesstraßen L 17 nach Rhinow und L 166 nach Wildberg verlaufen ebenfalls durch das Gebiet der Stadt.
Außer der Straße Berlin–Hamburg im Jahre 1829 wurden 1875 die Straßen von Briesen (heute Wohnplatz von Friesack) nach Rathenow, 1894 nach Kleßen sowie Rhinow, 1900 nach Wagenitz und 1906 nach Görne gebaut. Die Umgehungsstraße der damaligen F 5 wurde 1981 eingeweiht.

#### Eisenbahn
Der vom Ortszentrum etwa 2,5 km entfernte Bahnhof Friesack (Mark) an der Berlin-Hamburger Bahn wird stündlich durch die Regional-Express-Linie RE 8 Wismar–Schwerin–Wittenberge–Berliner Stadtbahn–Flughafen BER stündlich bedient. Betrieben wird sie von der ODEG.
Auf der Berlin-Hamburger Bahn erreichte die Stromlinien-Dampflokomotive 05 002 auf ihrer Versuchsfahrt am 11. Mai 1936 nahe Friesack die Dampflok-Weltrekordgeschwindigkeit von 200,4 km/h.

### Wasser- und Energieversorgung
Die erste Kanalisation wurde 1925 in der Berliner Straße verlegt. Weitere kamen in den 1980er und 1990er Jahren hinzu. Der erste Wasseranschluss an die zentrale Versorgung erfolgte 1976. 1993 erhielt die Stadt einen Erdgasanschluss.

## Persönlichkeiten

### Söhne und Töchter der Stadt
- Meier Hirsch (1765/1770–1851), Mathematiker
- Adalbert von Bredow (1814–1890), preußischer Generalleutnant, geboren auf Gut Briesen
- Adolph Stier (1823–1890), Generalarzt
- Emil Schallopp (1843–1919), Schachmeister und -schriftsteller
- Otto Sidow (1857–1927), Zeitungsverleger; Ehrenbürger von Brandenburg an der Havel, Mitglied des Reichstages
- Paul Lüdicke (1866–1931), Rechtsanwalt und Notar, Mitglied des preußischen Landtages
- Otto Goetzke (1877–1946), Radrennfahrer
- Wilhelm Heinrich (1882–1970), Oberrichter am Obersten Gericht der DDR
- Willy Dietrich (1886–1955), Theaterschauspieler und Theaterintendant
- Otto Flieger (1915–1981), Politiker (SPD), Mitglied der Stadtverordnetenversammlung von Groß-Berlin
- Kurt Repke (1919–2001), Biochemiker und Pharmakologe
- Egon Mahnkopf (1929–2012), Architekt
- Georg Feldhahn (1941–1961), Grenzpolizist der DDR, Todesopfer an der Berliner Mauer
- Karsten Wettberg (* 1941), Fußballtrainer

### Mit Friesack verbundene Persönlichkeiten
- Albert Willimsky (1890–1940), Pfarrer in Friesack 1927–1935, Gegner des Nationalsozialismus